# Helianthemum georgicum
Helianthemum georgicum är en solvändeväxtart som beskrevs av Juzepczuk och Pozd.. Helianthemum georgicum ingår i släktet solvändor, och familjen solvändeväxter. Inga underarter finns listade i Catalogue of Life.